# Walter Clopton Wingfield

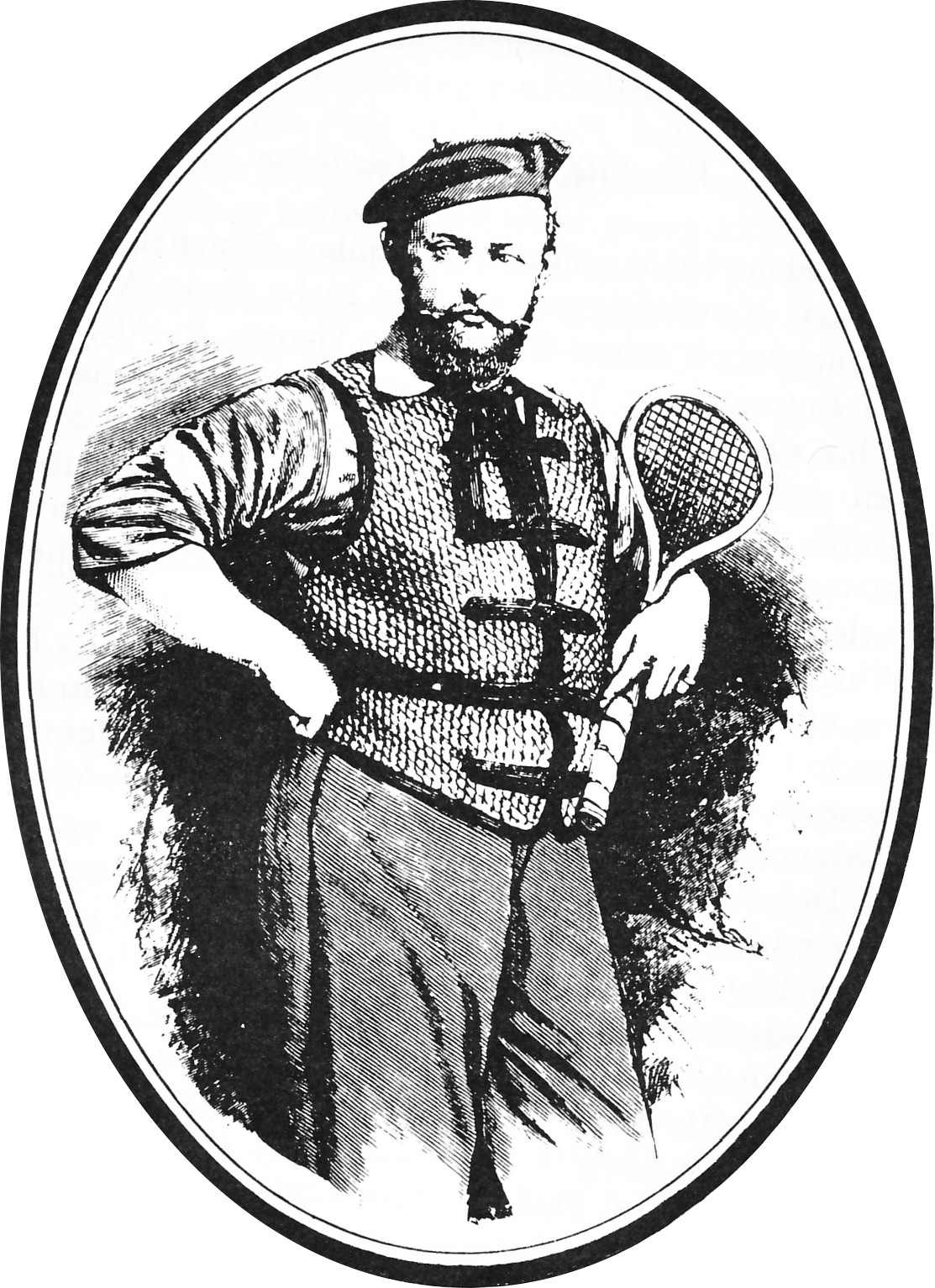
Walter Clopton Wingfield

Walter Clopton Wingfield (Ruabon, Gales, octubre de 1833 – 18 de abril de 1912, Londres, Inglaterra) fue uno de los pioneros del tenis sobre hierba.
Tras el desarrollo del "lawn tennis" llevado a cabo por el Mayor Gem y Augurio Perera en Leamington Spa en 1872, a partir del antiguo Jeu de Paume, Clopton Wingfield sacó un juego en el año 1874 al que bautizó Sphairistike, la palabra griega para juego de pelota. El juego con las nuevas reglas se hizo pronto muy popular entre la clases sociales más favorecidas de Gran Bretaña. En los años 1880 surgieron campos de tenis en todo el país.
Walter Clopton Wingfield también redactó dos libros de reglas del tenis: The Book of the Game y The Major's Game of Lawn Tennis. También inventó el Butterfly Bicycle. Desde el año 1997 se le rinde honor en el International Tennis Hall of Fame. 